# 1908 dans les parcs de loisirs
| Années des parcs de loisirs : 1905 - 1906 - 1907 - 1908 - 1909 - 1910 - 1911    |
| Décennies des parcs de loisirs : 1870 - 1880 - 1890 - 1900 - 1910 - 1920 - 1930 |

## Les parcs d'attractions

### Ouverture
- White City (Colorado) ( États-Unis), devenu Lakeside Amusement Park (en)

## Les attractions

### Montagnes russes
| Nom                                                                       | Type / Modèle | Constructeur | Parc        | Pays       |
| ------------------------------------------------------------------------- | ------------- | ------------ | ----------- | ---------- |
| Scenic Railway Renommé Leap Frog Railway en 1918 et High Frolics en 1933. | Bois          | Andy Vettel  | Cedar Point | États-Unis |

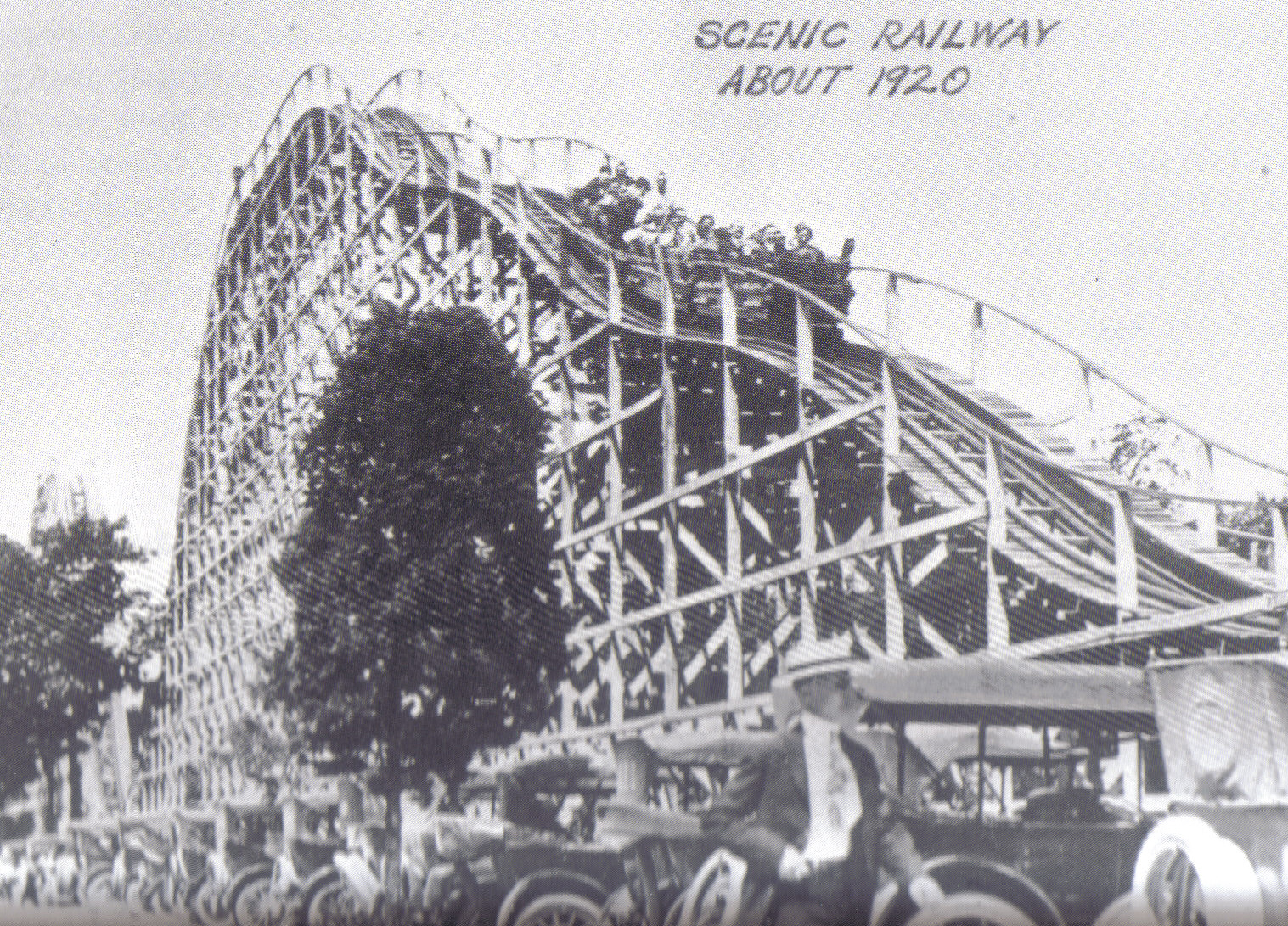
Scenic Railway à Cedar Point

### Autres attractions
| Nom                | Type/Modèle | Constructeur                  | Parc                     | Pays       |
| ------------------ | ----------- | ----------------------------- | ------------------------ | ---------- |
| Riverview Carousel | Carrousel   | Philadelphia Toboggan Company | Riverview Park (Chicago) | États-Unis |

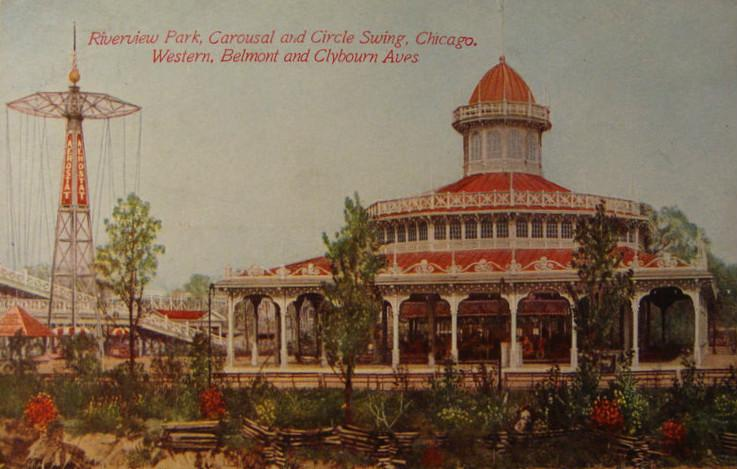
Riverview Carousel à Riverview Park